# John Brockington
John Stanley Brockington (Brooklyn, 7 settembre 1948 – San Diego, 31 marzo 2023) è stato un giocatore di football americano statunitense che ha gioca nel ruolo di running back nella National Football League (NFL). Fu scelto come nono assoluto del Draft NFL 1971 dai Green Bay Packers. Al college ha giocato a football all'Università statale dell'Ohio.

## Carriera
Brockington fu scelto dai Green Bay Packers come nono assoluto del Draft 1971. Fu il primo giocatore della storia della NFL a correre almeno mille yard in ognuna delle sue prime tre stagioni e nel 1971 fu premiato come rookie offensivo dell'anno dall'Associated Press. Fu convocato per tre Pro Bowl consecutivi (1971-1973) e inserito negli stessi anni nella formazione ideale della stagione All-Pro.
Il suo primo compagno nelle corse a Green Bay fu l'ex prima scelta del primo giro dei Packers, Donny Anderson. Questi fu scambiato nel 1972 con i St. Louis Cardinals per l'altro running back MacArthur Lane. Assieme, Brockington e Lane formarono un'ottima coppia che portò su di sé il peso dell'attacco dei Packers dal 1972 al 1974.
Con uno stile di corsa basato sulla sua grande forza, Brockington epitomizzò il running back di potenza, un giocatore che preferire affrontare i placcaggi e correre attraverso i difensori piuttosto che evitarli. Fu uno dei primi running back a combinare forza bruta e velocità.
Il successo di Brockington tuttavia ebbe vita breve. Dopo avere superato le mille yard corse in tutte le prime tre stagioni, non raggiunse più quella cifra. Corse 883 yard nel 1974 e solamente 434 l'anno successivo. Dopo la prima gara della stagione 1977 fu svincolato dai Packers e firmò coi Kansas City Chiefs, ritirandosi a fine stagione.

## Palmarès
- Convocazioni al Pro Bowl: 3

1971, 1972, 1973
- All-Pro: 3

1971, 1972, 1973
- Rookie offensivo dell'anno - 1971
- Green Bay Packers Hall of Fame

## Statistiche
| Yard su corsa      | 5.185 |
| Touchdown su corsa | 30    |